# Чемпионат Европы по водному поло среди мужчин 1987
Чемпионат Европы по водному поло 1987 года — 18-й Чемпионат Европы по водному поло проходил с 16 по 23 августа в городе Страсбург (Франция).

## Формат турнира
Турнир проходил из двух групп по 8 команд. В каждой группе команды играли друг с другом по разу.

## Турнир

### 1 тур
| 16 августа | ФРГ | 11:5 | Болгария |  |

| 16 августа | СССР | 13:6 | Испания |  |

| 16 августа | Италия | 7:4 | Румыния |  |

| 16 августа | Югославия                                                                                      | 9:7  | Венгрия                                                          | Судьи: Леонардо Донничи, Индрелид |
| 16 августа | Счёт по четвертям: 1:2, 4:2, 1:2, 3:1                                                          |      |                                                                  | Судьи: Леонардо Донничи, Индрелид |
| 16 августа | Перица Букич, Мирко Вичевич, Игор Миланович — 2 Драган Андрич, Игор Гочанин, Веселин Джухо — 1 | Голы | Тибор Кестейи — 4 Андраш Дьёндьёши, Габор Шмидт, Тибор Шпрок — 1 | Судьи: Леонардо Донничи, Индрелид |

### 2 тур
| 17 августа | ФРГ | 12:8 | Румыния |  |

| 17 августа | Югославия | 10:2 | Болгария |  |

| 17 августа | Венгрия                                     | 7:5  | Испания                                                | Судьи: Жан-Клод Деме, Никола Лалов |
| 17 августа | Счёт по четвертям: 2:1, 0:1, 2:2, 3:1       |      |                                                        | Судьи: Жан-Клод Деме, Никола Лалов |
| 17 августа | Имре Тот — 5 Жолт Петёвари, Габор Шмидт — 1 | Голы | Мануэль Эстиарте — 3 Педро Гарсия, Сальвадор Гомес — 1 | Судьи: Жан-Клод Деме, Никола Лалов |

| 17 августа | СССР | 12:10 | Италия |  |

### 3 тур
| 18 августа | Югославия                                                                                   | 8:6  | Испания                                                                           | Судьи: Маджо, Митхат Хантал |
| 18 августа | Счёт по четвертям: 2:1, 2:1, 2:2, 2:2                                                       |      |                                                                                   | Судьи: Маджо, Митхат Хантал |
| 18 августа | Игор Миланович — 2 Драган Андрич, Анто Васович, Игор Гочанин, Веселин Джухо, Дени Лушич — 1 | Голы | Сальвадор Гомес — 2 Педро Гарсия, Хорхе Нейра, Педро Роберт, Мануэль Эстиарте — 1 | Судьи: Маджо, Митхат Хантал |

| 18 августа | Италия                                                                                          | 11:9 | Венгрия                                                                    | Судьи: Фред ван Дорп, Рудольф Папазян |
| 18 августа | Счёт по четвертям: 3:2, 3:3, 2:3, 3:1                                                           |      |                                                                            | Судьи: Фред ван Дорп, Рудольф Папазян |
| 18 августа | Франческо Порцио — 4 Альфио Мизаджи — 2 Марко Д’Альтруи, Стефано Постильоне, Марио Фьорилло — 1 | Голы | Имре Тот — 4 Жолт Петёвари, Иштван Пинтер — 2 Золтан Мохи, Габор Шмидт — 1 | Судьи: Фред ван Дорп, Рудольф Папазян |

| 18 августа | Румыния | 8:3 | Болгария |  |

| 18 августа | СССР | 11:10 | ФРГ |  |

### 4 тур
| 19 августа | Испания | 14:6 | Болгария |  |

| 19 августа | Югославия | 7:7 | Италия |  |

| 19 августа | ФРГ                                                                            | 10:8 | Венгрия                                                                   | Судьи: Фред ван Дорп, Индрелид |
| 19 августа | Счёт по четвертям: 2:3, 5:3, 1:1, 2:1                                          |      |                                                                           | Судьи: Фред ван Дорп, Индрелид |
| 19 августа | Хаген Штамм, Андреас Эрль — 3 Франк Отто — 2 Армандо Фернандес, Дирк Якоби — 1 | Голы | Чаба Месарош — 3 Золтан Мохи — 2 Габор Буйка, Тибор Кестейи, Имре Тот — 1 | Судьи: Фред ван Дорп, Индрелид |

| 19 августа | СССР | 13:7 | Румыния |  |

### 5 тур
| 21 августа | Венгрия                                                                   | 12:10 | Румыния                                                                                        | Зрителей: Эрнани Паджи, Гюнтер Шойерман |
| 21 августа | Счёт по четвертям: 3:2, 3:3, 3:3, 3:2                                     |       |                                                                                                | Зрителей: Эрнани Паджи, Гюнтер Шойерман |
| 21 августа | Имре Тот — 4 Тибор Кестейи, Чаба Месарош — 3 Золтан Мохи, Габор Шмидт — 1 | Голы  | Корнел Гордан, Эжен Йонеску, Дорин Костраш, Ливиу Рэдукану — 2 Кэтэлин Мойчану, Иван Фехер — 1 | Зрителей: Эрнани Паджи, Гюнтер Шойерман |

| 21 августа | СССР | 8:6 | Болгария |  |

| 21 августа | Югославия | 11:8 | ФРГ |  |

| 21 августа | Италия | 10:7 | Испания |  |

### 6 тур
| 22 августа | СССР | 15:10 | Венгрия                                                                                                 | Судьи: Т. Фьяррстад, Митхат Хантал |
| 22 августа | Счёт по четвертям: 2:1, 4:4, 6:0, 3:6 |       | | Судьи: Т. Фьяррстад, Митхат Хантал |
| 22 августа | Дмитрий Апанасенко — 4 Георгий Мшвениерадзе, Сергей Наумов, Олег Шведов — 2 Александр Колотов, Сергей Котенко, Сергей Максимов, Сергей Маркоч — 1 | Голы  | Жолт Петёвари — 4 Ласло Тот — 2 Габор Буйка, Балаж Винце, Тамаш Зантлайтнер, Чаба Месарош, Имре Тот — 1 | Судьи: Т. Фьяррстад, Митхат Хантал |

| 22 августа | Италия | 8:4 | Болгария |  |

| 22 августа | ФРГ                                                                                            | 10:6 | Испания                                                | Судьи: Фред ван Дорп, Никола Лалов |
| 22 августа | Счёт по четвертям: 3:1, 1:2, 2:0, 4:3                                                          |      |                                                        | Судьи: Фред ван Дорп, Никола Лалов |
| 22 августа | Райнер Оссельман, Франк Отто, Армандо Фернандес, Хаген Штамм — 2 Уве Штерцик, Андреас Эрль — 1 | Голы | Мануэль Эстиарте — 3 Педро Гарсия — 2 Педро Роберт — 1 | Судьи: Фред ван Дорп, Никола Лалов |

| 22 августа | Югославия | 14:7 | Румыния |  |

### 7 тур
| 23 августа | Италия | 10:9 | ФРГ |  |

| 23 августа | Испания                                                                           | 9:5  | Румыния                                          | Судьи: Милан Дробняк, Индрелид |
| 23 августа | Счёт по четвертям: 1:1, 4:2, 1:1, 3:1                                             |      |                                                  | Судьи: Милан Дробняк, Индрелид |
| 23 августа | Хорхе Нейра — 3 Педро Гарсия, Мануэль Эстиарте — 2 Хоан Вальс, Альфредо Гомес — 1 | Голы | Влад Хаджу — 3 Дорин Костраш, Шербан Попеску — 1 | Судьи: Милан Дробняк, Индрелид |

| 23 августа | СССР | 9:9 | Югославия |  |

| 23 августа | Венгрия                                                               | 7:5  | Болгария                                                 | Судьи: Рольф Людеке, Маджо |
| 23 августа | Счёт по четвертям: 2:1, 2:3, 1:1, 2:0                                 |      |                                                          | Судьи: Рольф Людеке, Маджо |
| 23 августа | Имре Тот — 3 Чаба Месарош — 2 Андраш Дьёндьёши, Тамаш Зантлайтнер — 1 | Голы | Росен Цанев — 2 Борисов, Бисер Георгиев, Васил Нанов — 1 | Судьи: Рольф Людеке, Маджо |

## Итоговое положение
| Место | Команда   |
| ----- | --------- |
|       | СССР      |
|       | Югославия |
|       | Италия    |
| 4     | ФРГ       |
| 5     | Венгрия   |
| 6     | Испания   |
| 7     | Румыния   |
| 8     | Болгария  |

| Чемпион Европы по водному поло 1987 |
| ----------------------------------- |
| СССР Пятый титул                    |

## Составы
| Золото | Серебро | Бронза | 4 | 5 | 6 | 7 | 8 |
| СССРЕвгений Шаронов (в) Олег Шведов Александр Колотов Александр Огородников Сергей Наумов Виктор Берендюга Сергей Котенко Дмитрий Апанасенко Георгий Мшвениерадзе Павел Волков Сергей Маркоч Сергей Максимов Вадим Рождественский Михаил Гиоргадзе (в) Тренер: Борис Попов | ЮгославияДраган Андрич Перица Букич Анто Васович Тино Вегар Мирко Вичевич Игор Гочанин Веселин Джухо Дени Лушич Игор Миланович Томислав Пашквалин Зоран Петрович Андрия Попович Горан Радженович Александар Шоштар (в) Тренер: Ратко Рудич | ИталияДжанни Авераймо (в) Марко Д’Альтруи Паоло Кальдарелла Алессандро Кампанья Альфио Мизаджи Андреа Пизано Джузеппе Порцио Франческо Порцио Стефано Постильоне Антонелло Стеардо Риккардо Темпестини Паоло Трапанезе (в) Симоне Феоли Массимилиано Ферретти Марио Фьорилло Тренер: Фриц Деннерлайн | ФРГИнго Боргман (в) Карстен Куш Райнер Оссельман Франк Отто Петер Рёле (в) Дирк Тайсман Армандо Фернандес Томас Хубер Хаген Штамм Уве Штерцик Андреас Эрль Дирк Якоби Тренер: Николае Фирою Андреас Хохман | ВенгрияГабор Буйка Балаж Винце Андраш Дьёндьёши Тамаш Зантлайтнер Тибор Кестейи Золтан Кос (в) Петер Куна (в) Чаба Месарош Золтан Мохи Жолт Петёвари Иштван Пинтер Имре Тот Ласло Тот Габор Шмидт Тибор Шпрок Тренер: Золтан Кашаш | ИспанияХоан Вальс Педро Гарсия Хоан Карлес Гома Альфредо Гомес Сальвадор Гомес Марко Антонио Гонсалес Мариано Мойя (в) Хорхе Нейра Хорхе Пайя Мигель Перес Педро Роберт Хосе Антонио Родригес Хесус Рольян (в) Мануэль Эстиарте Тренер: Тони Эстельер | РумынияЙонуц Ангелеску Корнел Гордан Кристиан Дан Сорин Диакону Эжен Йонеску Дорин Костраш Кэтэлин Мойчану Богдан Олару Шербан Попеску Ливиу Рэдукану Михай Симион (в) Иван Фехер Влад Хаджу Тренер: Юлиу Капша | БолгарияАндрей Андреев Благоев А. Борисов Делчо Валков (в) Яни Георгиев Георгий Господинов Николай Дагоров Асен Денчев Николай Желев Васил Нанов Мирослав Тошев Росен Цанев Тренер: |

## Судьи
- Альфред Вицке
- Анталь Вусек
- Жан-Клод Деме
- Леонардо Донничи
- Фред ван Дорп
- Милан Дробняк
- Рубен Есаян
- Ханс ван Зендерен
- Зимний
- Дьёрдь Костоланци
- Индрелид
- Виктор Качиа
- Желько Кларич
- Никола Лалов
- Рольф Людеке
- Маджо
- Эрнани Паджи
- Панайотис Панагакос
- Рудольф Папазян
- Эдуард Преловский
- Владимир Приходько
- Росман
- Симонс
- Тибу
- Раду Тимок
- Али Уджансу
- Фрей
- Т. Фьяррстад
- Хаммарстрём
- Митхат Хантал
- Харгривз
- Хели
- Апостолос Цантас
- Шмудермайер
- Гюнтер Шойерман
- Росс Элдер
- Иржи Якерсон
- Янев
- Лукаш Яроховский